# Luchon-Superbagnères

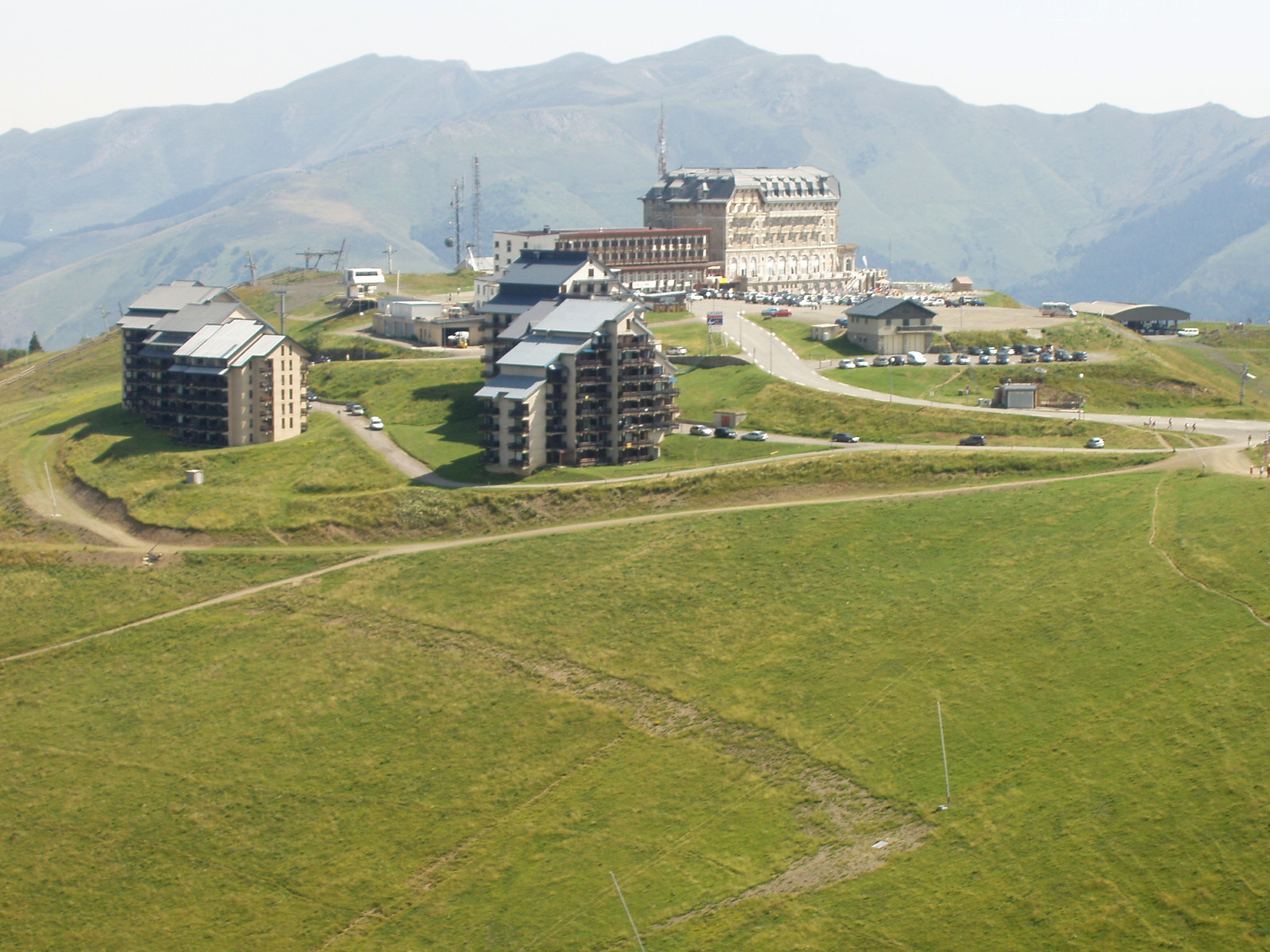
La estación de esquí en verano.

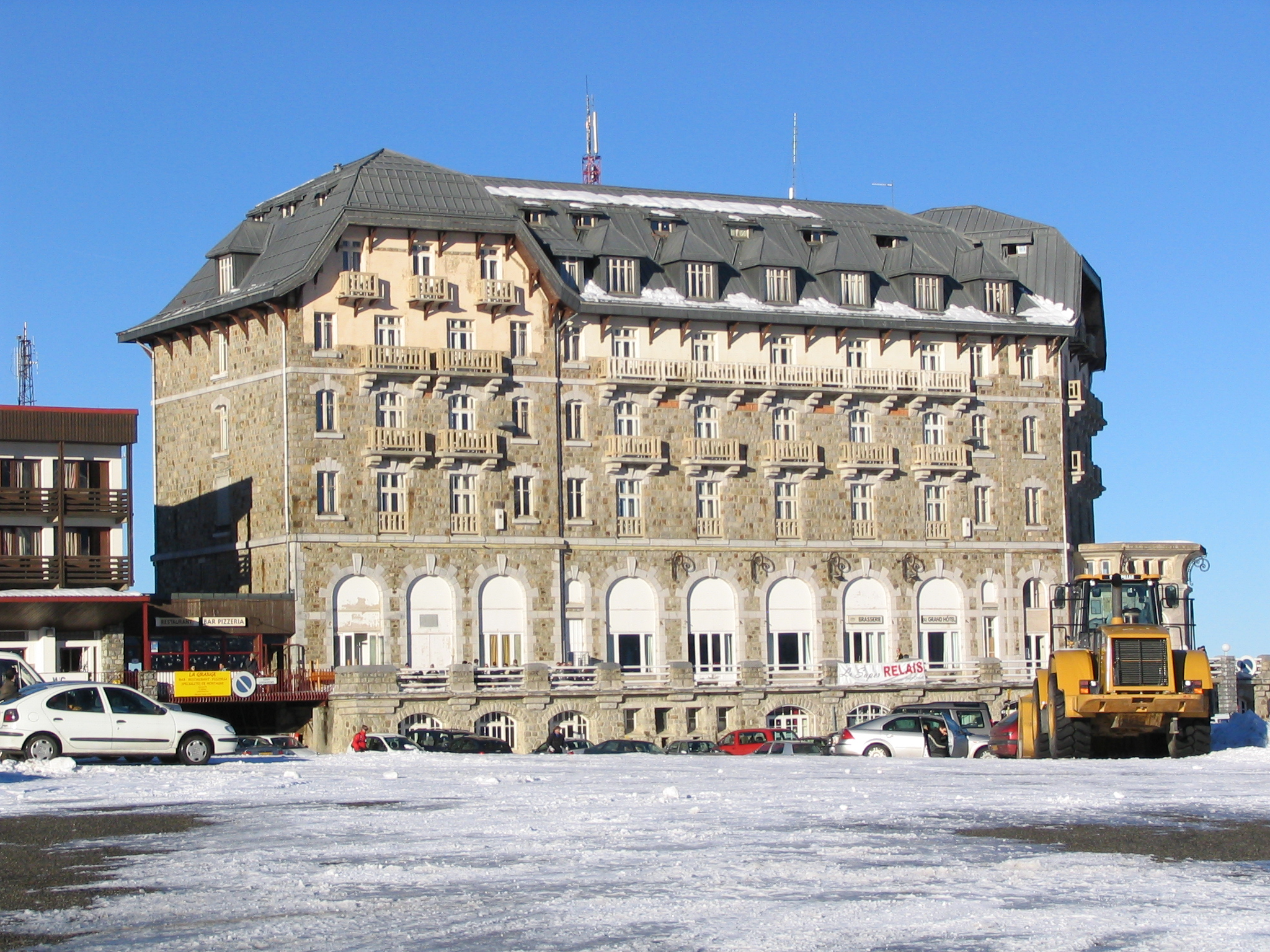
Hotel de Superbagnères, inaugurado en 1922.

Luchon-Superbagnères es una estación de esquí por encima de la localidad de Bagnères-de-Luchon, en el departamento francés del Alto Garona en la región de Midi-Pyrénées.

## Descripción
El complejo cuenta con pistas de esquí alpino y esquí de fondo desde 1.440 hasta 2.260 m. El complejo fue inaugurado a principios del siglo XX. Históricamente, fue vinculado a la ciudad por un ferrocarril de cremallera, pero hoy está conectado con un telecabina. Cada cabina tiene capacidad para cuatro personas y dura unos diez minutos para llegar a la cima, se ejecuta en el verano como el invierno. No es posible esquiar de regreso a Luchon, excepto en tiempos de nieve excepcional.

## Datos para la escalada
Desde Bagnères-de-Luchon la subida a las pistas de la estación es de 18,5 km en una pendiente media del 6,3%, con la cumbre que a 1.800 m sobre el nivel del mar. Hay varios tramos cortos de más de 10%.

## Tour de Francia
Superbagnères entró por primera vez en la competición del Tour de Francia en la edición de 1961, que ganó Imerio Massignan.

### Vencedores en el Superbagnères en el Tour de Francia
| Año  | Etapa | Inicio etapa | Distancia (km) | Cat. de la subida | Vencedor            | Maillot amarillo  |
| ---- | ----- | ------------ | -------------- | ----------------- | ------------------- | ----------------- |
| 1961 | 16    | Toulouse     | 208            | HC                | Imerio Massignan    | Jacques Anquetil  |
| 1962 | 13    | Luchon       | 18.5 (CRI)     | HC                | Federico Bahamontes | Joseph Planckaert |
| 1971 | 15    | Luchon       | 19.6           | HC                | José Manuel Fuente  | Eddy Merckx       |
| 1979 | 2     | Luchon       | 23.9 (CRI)     | HC                | Bernard Hinault     | Bernard Hinault   |
| 1986 | 13    | Pau          | 186            | HC                | Greg Lemond         | Bernard Hinault   |
| 1986 | 10    | Cauterets    | 136            | HC                | Robert Millar       | Laurent Fignon    |
| 2025 | 14    | Pau          | 182.6          | HC                | Thymen Arensman     | Tadej Pogačar     |

- Datos: Q844809
- Multimedia: Superbagnères / Q844809